# Tripod
Tripod est un service d'hébergement de sites internet nord-américain exploité par Lycos Inc.

## Historique
Au départ, il s'agit d'un hébergeur de pages Internet personnelles aux diverses déclinaisons nationales. Mais, la marque a aujourd'hui disparu d'Europe à la suite du rachat des sites européens par Conversis en 2009. La marque Multimania, déjà précédemment privilégiée en France par Lycos Europe, est alors généralisée aux autres pays européens. 
De 2000 à 2004, Tripod est aussi un chat.
Aujourd'hui, Tripod propose également des sites clé en main payants.

## Anciens logos

1992-1994
1994-2008
Logo en 2008-2009